# Blas Riquelme
Blas Nicolás Riquelme Centurión (Lambaré, 3 de febrero de 1929 - Asunción, 2 de septiembre de 2012) fue un político y empresario paraguayo. Fungió como senador nacional, desde 1989 hasta 2008, por el Partido Colorado, del que también fue presidente entre 1991 y 1994.
Fue líder y fundador del Movimiento Tradicionalismo Democrático (Tradem), y también uno de los mayores contribuyentes del Partido Colorado. Fue Presidente de la Cámara de Industria hasta 1984.
Como empresario, Riquelme fue director/presidente de numerosas compañías, como Cereales S.A., Cervecera Asunción S.A., Cervecera Itapúa S.A., Cadena Real S.A., Campos Morumbí S.A. y Cristalera Asunción S.A.
Riquelme también fue propietario latifundista en la Región Oriental, habiéndose adjudicado 4078 hectáreas de forma ilegal. Fue en una de estas tierras malhabidas donde se produjo la masacre de Curuguaty.

## Expulsión de los Mbyás
En 1985 ordenó la expulsión de más de un centenar de Mbyás de sus 75.000 hectáreas de propiedad en el Departamento de Alto Paraná; previamente los había presionado durante diez años para que abandonaran su comunidad ancestral de Paso Romero, después de haber comprado la propiedad.

## Internas Coloradas de 1996
En 1996 se candidató para retomar la presidencia del Partido Colorado, como representante del oviedismo. Riquelme perdió estas elecciones, quedando en tercer puesto, luego de Luis María Argaña y Ángel Roberto Seifart.

## Masacre de Curuguaty
En 2012, el desalojo de ocupantes de las tierras de Riquelme en el departamento de Canindeyú, donde fallecieron 17 personas tras un enfrentamiento entre campesinos y policías, provocó la destitución del Presidente de Paraguay Fernando Lugo, acusado de una mala gestión del incidente por la muerte de seis policías en el tiroteo. Fue demandado por agricultores a la Comisión de Verdad y Justicia alegando irregularidades en su adquisición de tierras en 1975 (bajo la dictadura de Alfredo Stroessner).